# Vrijstelling
Een vrijstelling (exemptie, ontheffing) is een regel of rechtshandeling die bepaalde personen of situaties uitzondert van de toepassing van een algemenere regel: 
- Een belastingvrijstelling geeft de sommen of situaties aan die niet belastbaar zijn.
- Een groepsvrijstelling naar Europees recht ontheft bepaalde sectoren van de toepassing van het kartelrecht, onder voorwaarden.
- In de Katholieke Kerk is de exemptio een rechtsfiguur in het canoniek recht waarmee personen of instellingen onttrokken worden aan het hiërarchisch gezag van hun directe overste ten voordele van een hogere autoriteit.

Vrijstelling wordt ook gebruikt als synoniem voor franchise.